# Diecezja rzeszowska
Diecezja rzeszowska (łac. Dioecesis Resoviensis) – diecezja rzymskokatolicka erygowana przez papieża Jana Pawła II 25 marca 1992 bullą Totus tuus Poloniae populus z wydzielenia obszarów diecezji przemyskiej i diecezji tarnowskiej, sufragania metropoli przemyskiej.

## Historia
W 1363 roku już istniała parafia farna w Rzeszowie. W 1375 roku Rzeszów znalazł się na zachodnim krańcu utworzonej diecezji przemyskiej. W 1638 roku podniesiono farę do godności prepozytury. W 1594 roku utworzono dekanat rzeszowski. W 1763 roku odbyła się koronacja figury Matki Bożej Rzeszowskiej.
W 1900 roku namiestnik Galicji hr. Leon Piniński przedstawił projekt utworzenia diecezji rzeszowskiej. Do utworzenia diecezji nie doszło prawdopodobnie z powodu sprzeciwu bpa przemyskiego Józefa Sebastiana Pelczara lub przemyskiego konsystorza greckokatolickiego. W 1919 roku na konferencji biskupów polskich podjęto pomysł utworzenia biskupstwa w  Rzeszowie. W 1920 roku bp kamieniecki Piotr Mańkowski również zaproponował utworzenie biskupstwa w Rzeszowie, ale żaden biskup nie poparł tego wniosku. W 1924 roku ks. Julian Łukaszkiewicz wystosował list do bpa Henryka Przeździeckiego w sprawie utworzenia biskupstwa w Rzeszowie.
W 1989 roku na terenie parafii farnej został rezydentem bp pomocniczy przemyski Edward Białogłowski.
25 marca 1992 roku papież Jan Paweł II bullą Totus tuus Poloniae populus erygował diecezję rzeszowską, przynależącą do metropolii przemyskiej. Pierwszym ordynariuszem został bp Kazimierz Górny, a bp Edward Białogłowski został biskupem pomocniczym.
Diecezja rzeszowska powstała z wydzielonego terytorium diecezji:
- przemyskiej – 14 dekanatów: brzosteckiego, czudeckiego, frysztackiego, głogowskiego, jasielskiego wschodniego, jasielskiego zachodniego, rzeszowskiego I, rzeszowskiego II, rzeszowskiego III, rzeszowskiego IV, sokołowskiego, strzyżowskiego, tyczyńskiego i żmigrodzkiego.
- tarnowskiej – dekanatu kolbuszowskiego, oraz 37 parafii wydzielonych z dekanatów:
  - bieckiego (Biecz, Binarowa, Kryg, Libusza, Lipinki, Rożnowice, Wójtowa).
  - gorlickiego północnego (Gorlice-św. Andrzeja Boboli, Kobylanka, Męcina Wielka).
  - gorlickiego południowego (Gładyszów, Gorlice-Najświętszej Maryi Panny, Gorlice-Glinik Mariampolski, Małastów, Ropica Dolna, Sękowiec, Smerekowiec).
  - ropczyckiego (Brzeziny, Chechły, Glinik, Łączki Kucharskie, Małe, Nawsie, Niedźwiada, Ropczyce, Wielopole Skrzyńskie).
  - sędziszowskiego (Będziemyśl, Borek Wielki, Bystrzyca, Czarna Sędziszowska, Góra Ropczycka, Kamionka, Klęczany, Nockowa, Sędziszów Małopolski, Witkowice, Zagorzyce)[8].

## Instytucje diecezjalne
- Kuria diecezjalna
- Sąd biskupi
- Wyższe Seminarium Duchowne w Rzeszowie
- Instytut Teologiczno-Pastoralny w Rzeszowie
- Muzeum Diecezjalne w Rzeszowie
- Katolickie Radio Via
- Caritas diecezjalne
- Rzeszowska kapituła katedralna

## Biskupi
- Biskup diecezjalny: bp Jan Wątroba (od 2013)
- Biskup senior: bp Kazimierz Górny (od 2013)
- Biskup senior: bp Edward Białogłowski (od 2022)

## Główne świątynie
Katedra:
- Najświętszego Serca Pana Jezusa w Rzeszowie

Kolegiaty:
- Bożego Ciała w Bieczu
- Wniebowzięcia Najświętszej Maryi Panny w Jaśle
- Wszystkich Świętych w Kolbuszowej
- Niepokalanego Poczęcia Najświętszej Maryi Panny i Bożego Ciała w Strzyżowie

Bazyliki:
- Wniebowzięcia NMP, oo. bernardyni, Rzeszów
- Narodzenia NMP, Gorlice
- Matki Bożej Saletyńskiej, xx. saletyni, Dębowiec

## Patroni
- Święty Józef Sebastian Pelczar, biskup
- Błogosławiona Karolina Kózkówna, dziewica.

## Błogosławieni i kandydaci na ołtarze
- Błogosławiony Jan Balicki, prezbiter
- Błogosławiony Władysław Findysz, prezbiter
- Błogosławiony Józef Kowalski, prezbiter
- Błogosławiony Roman Sitko, protonotariusz apostolski
- Błogosławiony Stanisław Kostka Starowieyski, męczennik,
- Błogosławiona Natalia Tułasiewicz, nauczycielka
- Sługa Boży Czesław Broda, prezbiter
- Sługa Boży Kazimierz Dembowski, jezuita
- Sługa Boży Stanisław Kołodziej, prezbiter
- Czcigodny Sługa Boży Alojzy Kosiba, franciszkanin
- Sługa Boża Hiacynta Lula, zakonnica
- Sługa Boży Bronisław Wielgorz, kleryk jezuita
- Sługa Boży Kazimierz Wojciechowski, salezjanin

## Sanktuaria[9]

### Sanktuaria Pańskie
- Sanktuarium Przemienienia Pańskiego (Parafia Przemienienia Pańskiego w Cmolasie)
- Sanktuarium Krzyża Świętego - Kościół Narodzenia NMP we Frysztaku
- Bazylika Narodzenia Najświętszej Marii Panny i Sanktuarium Pana Jezusa w Więzieniu w Gorlicach
- Sanktuarium Pana Jezusa Ukrzyżowanego (Parafia św. Jana Chrzciciela w Kobylance)

### Sanktuaria Maryjne
- Sanktuarium Matki Bożej Piaskowej - Kościół św. Michała Archanioła w Binarowej
- Sanktuarium Matki Bożej Łaskawej - Kościół Matki Bożej Łaskawej i św. Bartłomieja Apostoła w Chmielniku
- Sanktuarium Matki Bożej Łaskawej - Kościół Świętej Trójcy w Czudcu
- Sanktuarium Matki Bożej Płaczącej w Bazylice Matki Bożej Płaczącej z La Salette w Dębowcu
- Sanktuarium Matki Bożej Głogowskiej - Kościół Świętej Trójcy w Głogowie Małopolskim
- Sanktuarium Matki Bożej Wniebowziętej w Lipinkach
- Sanktuarium Matki Bożej Matki Kościoła (Parafia św. Andrzeja Apostoła i Narodzenia NMP w Łączkach Jagiellońskich)
- Sanktuarium Matki Bożej Nieustającej Pomocy (Parafia Matki Bożej Nieustającej Pomocy w Niechobrzu)
- Sanktuarium Matki Bożej w Puszczy - Kościół Wniebowzięcia NMP w Ostrowach Tuszowskich
- Sanktuarium Matki Bożej Królowej Rodzin - Kościół Imienia Najświętszej Maryi Panny w Ropczycach
- Sanktuarium Matki Bożej Fatimskiej w Katedrze Najświętszego Serca Pana Jezusa w Rzeszowie
- Sanktuarium Matki Bożej Rzeszowskiej w Bazylice Wniebowzięcia NMP w Rzeszowie
- Sanktuarium Matki Bożej Saletyńskiej w Rzeszowie
- Sanktuarium Wniebowzięcia Najświętszej Maryi Panny w Rzeszowie-Zalesiu
- Sanktuarium Matki Bożej Bolesnej Królowej Gór (Parafia św. Klemensa Papieża w Skalniku)
- Sanktuarium Matki Bożej Królowej Świata - Opiekunki Ludzkich Dróg - Kościół św. Jana Chrzciciela w Sokołowie Małopolskim
- Sanktuarium Matki Bożej Niepokalanej w Kolegiacie Niepokalanego Poczęcia NMP i Bożego Ciała w Strzyżowie
- Sanktuarium Matki Bożej Zawierzenia (Parafia Narodzenia Najświętszej Maryi Panny w Tarnowcu)

### Sanktuaria Świętych i Błogosławionych
- Sanktuarium św. Antoniego - Kościół i klasztor Franciszkanów w Jaśle
- Sanktuarium bł. ks. Władysława Findysza - Kościół Świętych Apostołów Piotra i Pawła w Nowym Żmigrodzie
- Sanktuarium św. Józefa w Rzeszowie-Staromieściu[10]
- Sanktuarium św. Rocha  - Kościół św. Rocha i św. Marcina w Rzeszowie-Słocinie
- Sanktuarium św. o. Pio (Parafia Matki Bożej Fatimskiej w Terliczce)